# Рисбаєв Абдикарім
Абдикарім Рисбаєв (1906, село Кашкелен, тепер Кемінського району Чуйської області, Киргизстан — 1 травня 1990, місто Фрунзе, тепер Бішкек, Киргизстан) — киргизький радянський діяч, секретар ЦК КП(б) Киргизії. Депутат Верховної рада Киргизької РСР 2—7-го скликань.

## Біографія
Народився в бідній селянській родині. З 1920 до 1928 року працював пастухом, потім служив червоноармійцем Киргизького кавалерійського полку РСЧА.
Член ВКП(б) з 1930 року.
Після демобілізації з Червоної армії навчався у радянсько-партійній школі та Вищій комуністичній сільськогосподарській школі імені Фрунзе.
У 1936—1938 роках — 1-й секретар Кизил-Кійського міського комітету КП(б) Киргизії.
У 1938—1939 роках — завідувач промислово-транспортного відділу ЦК КП(б) Киргизії.
4 грудня 1939 — 30 грудня 1940 року — 3-й секретар ЦК КП(б) Киргизії.
У 1940—1941 роках — слухач Вищої школи партійних організаторів при ЦК ВКП(б) у Москві.
З липня 1941 року — в Червоній армії, учасник німецько-радянської війни з грудня 1941 року. Служив секретарем партійної комісії 124-ї особливої стрілецької бригади 39-ї армії.
У 1945—1948 роках — 2-й секретар Ошського обласного комітету КП(б) Киргизії.
У 1949—1951 роках — голова виконавчого комітету Джалал-Абадської обласної ради депутатів трудящих.
У 1951—1953 роках — міністр соціального забезпечення Киргизької РСР.
У 1953—1970 роках — голова Партійної комісії при ЦК КП Киргизії.
З 1970 року — персональний пенсіонер союзного значення у місті Фрунзе.
Помер 1 травня 1990 року в місті Фрунзе (Бішкеку).

## Звання
- батальйонний комісар
- майор

## Нагороди
- орден Вітчизняної війни І ст. (6.04.1985)
- орден Трудового Червоного Прапора
- орден Червоної Зірки (16.01.1944)
- орден «Знак Пошани» (31.01.1941)
- медаль «За бойові заслуги» (26.10.1942)
- медаль «За оборону Сталінграда» (1942)
- медаль «За перемогу над Німеччиною у Великій Вітчизняній війні 1941—1945 рр.» (1945)
- медалі